# TOMM40L
TOMM40L‏ (Translocase of outer mitochondrial membrane 40 like) هوَ بروتين يُشَفر بواسطة جين TOMM40L في الإنسان.